# Aranza Villalón
Aranza Valentina Villalón Sánchez (Santiago de Chile, 18 de junio de 1995) es una ciclista profesional chilena de pista y ruta. Desde 2024 corre para el equipo panameño Soltec Iberoamérica.

## Palmarés

### Pista
2018
- 2.ª en Persecución por equipos en los Juegos Suramericanos 2018

### Ruta
2016
- Campeonato de Chile de Contrarreloj

2017
- Campeonato de Chile de Contrarreloj
- Juegos Bolivarianos Contrarreloj[1]

2018
- Campeonato de Chile de Contrarreloj
- Campeonato de Chile de Ruta

2019
- 3.ª en el Campeonato de Chile de Contrarreloj
- 2.ª en el Campeonato de Chile de Ruta
- 2 etapas de la Vuelta a Antioquia femenina[2]
- Tour Femenino de Colombia, más 1 etapa[3]
- Vuelta a Colombia, más 1 etapa

2021
- Campeonato de Chile de Contrarreloj
- Campeonato de Chile en Ruta
- 3.ª en el Campeonato Panamericano Contrarreloj
- 1 etapa de la Vuelta a Colombia Femenina

2022
- 3.ª en el Campeonato de Chile de Contrarreloj
- Juegos Bolivarianos en Ruta
- 3.ª en los Juegos Suramericanos en Ruta

2023
- Campeonato de Chile de Contrarreloj
- 2.ª en el Campeonato Panamericano Contrarreloj
- 3.º en los Juegos Panamericanos Contrarreloj

2024
- Gran Premio MOPT
- Campeonato de Chile de Contrarreloj
- 3.ª en el Campeonato Panamericano Contrarreloj

## Equipos
- Weber Shimano Ladies Power (2015-2017)
  - Itau Shimano Ladies Power Team (2015)
  - Weber Shimano Ladies Power (2016-2017)
- Avinal-GW-Carmen de Viboral (2019-?)
- Eneicat (2022-2023)
- Soltec Iberoamérica (2024)